# Islam Ramadan (cyclisme)
Pour les articles homonymes, voir Islam Ramadan et Ramadan (homonymie).
Islam Ramadan, né le 18 mai 1993, est un coureur cycliste égyptien.

## Palmarès sur route

### Par année
- 2015
  - 4e étape du Tour d'Égypte[n 1] (contre-la-montre par équipes)
  - 3e du championnat d'Égypte sur route
- 2016
  -  Champion d'Égypte sur route
  - 5e étape du Tour d'Égypte[n 1]

### Classements mondiaux
| Année           | 2016 |
| --------------- | ---- |
| UCI Africa Tour | 57e  |

## Palmarès sur piste

### Championnats d'Afrique
- Casablanca 2016
  -  Médaillé de bronze de la vitesse par équipes
  -  Médaillé de bronze  de la poursuite par équipes